# Thiedebach
Der Thiedebach ist ein linkes Nebengewässer der Oker, der in Braunschweig-Leiferde in die Oker mündet. Er entspringt als Riede in Salzgitter-Thiede und erhält den Namen Thiedebach auf Höhe der Kreisstraße K18 (Danziger Straße). Er ist Namensgeber einer Siedlung in Leiferde.

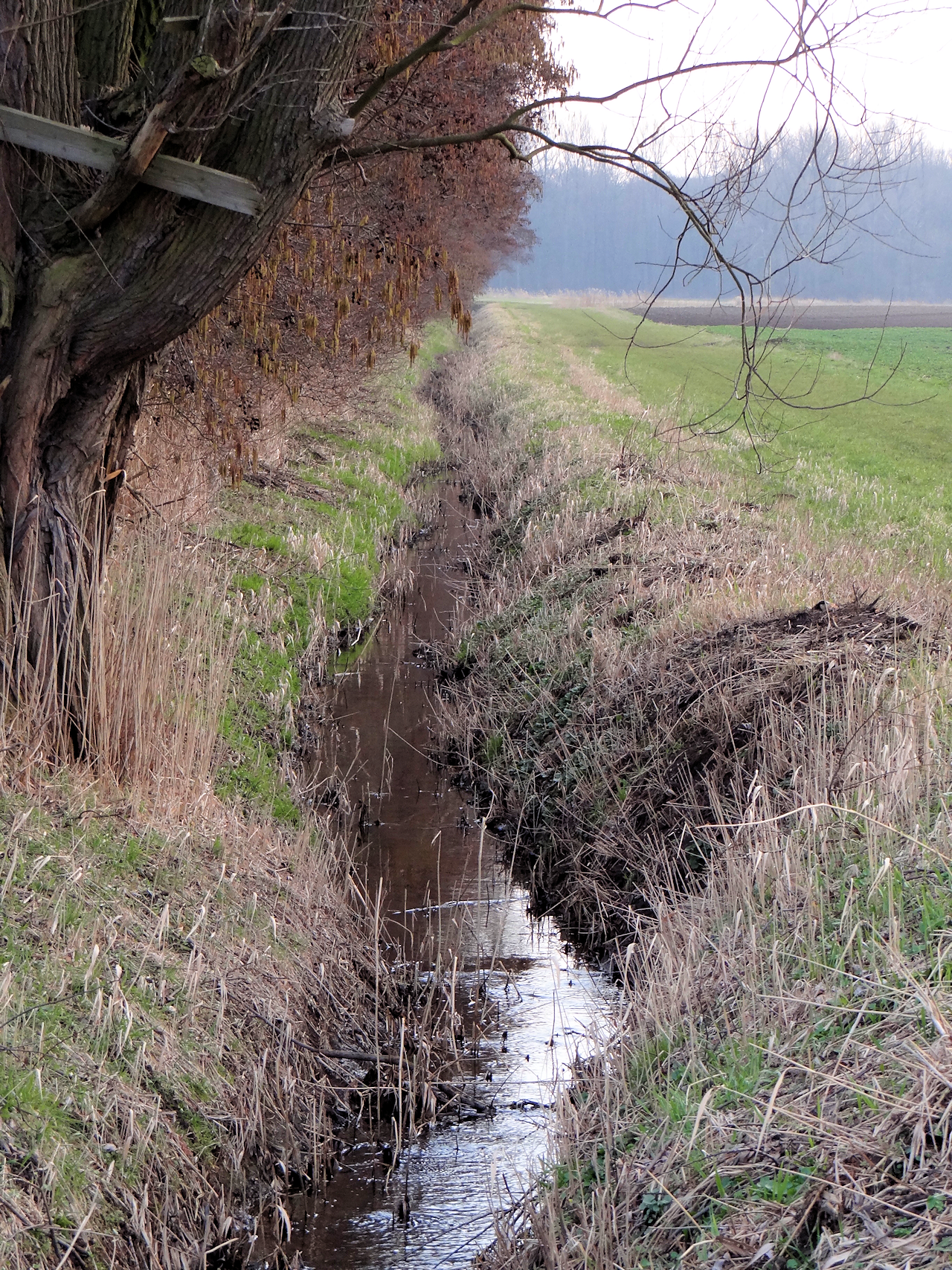
Nahe der A39 ist der Uferbereich entlang des Waldes naturnäher gestaltet worden.

## Verlauf

### Salzgitter-Thiede
Riede
Die Riede entspringt im Gebiet der Straße Ellernweg und trifft dort mit einem Feldbach zusammen, der in den amtlichen Karten ebenfalls als Riede bezeichnet wird. Dieser beginnt nördlich eines an der Bundesstraße 248 gelegenen Kiesteiches, dessen Wasserfläche etwa 5 Meter niedriger als die des Baches liegt und somit als Quelle ausscheidet. Im Bereich des Ellernwegs gab es von 1936 bis in die 1950er Jahre eine Badeanstalt, die aus dem Quellwasser versorgt wurde. Die Riede verläuft im Ort nach Norden entlang der früheren Bahnstrecke Braunschweig Nord–Lichtenberg, wo heute eine Parkanlage mit mehreren Teichen angelegt ist und sich früher Flachsrotten befanden. Der in den Karten vermerkte Name Rottekuhlen weist darauf hin. Das Gebiet westlich und nördlich des alten Ortskerns wurde seit Mitte des 19. Jahrhunderts bis in die 1970er Jahre für den Tonabbau genutzt, wovon noch eine Tonkuhle auf Steterburger Gebiet und der Straßenname Am Ziegelkamp zeugen.
Auf Höhe der ehemaligen Neuapostolischen Kirche verläuft die Riede unterirdisch im Rohr, weiter unter dem Discount-Geschäft an der Adalbert-Stifter-Straße und quert die Straße Panscheberg. Zwischen Ina-Seidel-Straße und Heynenweg grenzt sie die Grundstücke beider Straßenzüge ab, quert den Heynenweg und erscheint auf Höhe Brandhelms Garten wieder an der Oberfläche. Im Weiteren grenzt sie als geradliniger Feldbach das Gelände der Sportplätze nach Osten ab.
Der Name leitet sich aus dem niederdeutschen Wort für Bach oder kleines Gewässer ab, das man auch in den Namensendungen -riede wieder findet.
Thiedebach
Etwa auf Höhe des Thieder Hallenbades macht der Bach einen scharfen Knick nach Westen und kurz darauf nach Nordwesten. Ab hier wird er in den amtlichen Karten unter der Bezeichnung Thiedebach geführt. Er quert die Kreisstraße K18, passiert ein ehemaliges westlich gelegenes Kläranlagengelände und nimmt am Sierßer Holz den aus dem Steterburger Mühlenteich kommenden Mühlenbach auf. Dieser wird in den amtlichen Karten höheren Maßstabs ebenfalls als Riede bezeichnet.
Entlang der Bundesautobahn A39 begrenzt der Thiedebach ein östlich gelegenes Waldstück. In diesem Bereich sind im Zuge des Neubaus der Autobahn-Anschlussstelle im Jahre 2008 Verbesserungen der Gewässerrandbereiche als Ausgleichsmaßnahmen durchgeführt worden. Am nördlichen Ende des Waldes tritt er in das Stadtgebiet Braunschweig ein. Von links nimmt er einen Feldbach auf, der aus der Geitelder Quelle Wasche gespeist wird.

### Leiferde (Braunschweig)
Auch hier sind im Zuge des Baus der Anschlussstelle Leiferde diverse Ausgleichsmaßnahmen zugunsten des Thiedebachs durchgeführt worden. Er kreuzt die Bundesstraße 248 auf der Höhe des Alten Zollhauses und begrenzt den Bereich der Siedlung Thiedebach nach Norden und nach Nordwesten. In dem Knick nimmt er einen Entwässerungsgraben aus dem Siedlungsbereich auf. Die Siedlung wird von der Straße Thiedebacher Weg umschlossen. In den amtlichen Karten wird der Graben südlich der Siedlung, der die Gewässer aus dem Flurstück Über dem Meere aufnimmt, als Neuer Thiedebach bezeichnet.
Der Thiedebach unterquert den Schenkendamm und verläuft westlich des Waldstücks Tiefe Wiese entlang des Zementwerks, an dessen nördlichem Ende er die Bahnlinie nach Braunschweig kreuzt und das Siedlungsgebiet Hahnenkamp nach Norden abschließt. Unmittelbar an der Bahnlinie ist 2008 eine Ausgleichsfläche angelegt worden. Hier ist eine bachähnliche Geländevertiefung als Überlaufmöglichkeit des Thiedebachs durch die am Bahndamm gelegenen Flurstücke in den alten Okerverlauf vorhanden. Als Ausgleichsmaßnahme für den Neubau der Okerbrücke Berkenbuschstraße in Rüningen ist 2015 diese Vertiefung zu einem Teichgelände mit einem landschaftsprägenden Hügel ausgebaut worden. Der Bach selber verläuft mit Bäumen gesäumt geradlinig nach Osten bis in die Oker.

## Geschichte
Der Straßenname Panscheberg in Thiede hat seinen Ursprung in einer burgartigen Anlage aus vorchristlicher Zeit, die am Übergang eines Handelsweges über die Riede angelegt worden war. Der Name ist auf „Pascheburg“ zurückzuführen und bedeutet so viel wie eine Passier-Kontrolle. Im verrohrten Bereich der Riede bei dem nahe gelegenen Discount-Geschäft ist ein Gedenkstein aufgestellt, der auf die historische Bedeutung dieses Orts hinweist.
Zwischen dem Stift Steterburg und dem Ort Leiferde ist eine heckenartige Befestigung entlang des Thiedebachs überliefert, an deren Ende 1283 ein Vorwerk des Stifts erwähnt wird. Dort kreuzt die Fernstraße der heutigen B248 den Verlauf des Thiedebachs. Das Gelände, das abseits des Dorfkerns von Leiferde liegt, wird in alten Karten als Thiedebach bezeichnet.

## Gewässergüte
Der Thiedebach gehört mit der Oker bis zur Schunter, dem Brückenbach und dem Fuhsekanal zur Wasserkörpergruppe 15005. Der Bestand hat sich gemäß einem im Jahre 2012 aufgestellten Maßnahmenkonzept zwischen 2007 und in 2010 nicht wesentlich verbessert und wird in biologischer Hinsicht als schlecht bewertet. Da sein Einzugsgebiet durch intensive Landwirtschaft und Lößböden bestimmt wird, trägt er Trübstoffe, Düngemittel- und Pflanzenschutzreste in die Oker ein. Die morphologischen Qualitäten sind durch die überwiegend geradlinige und damit naturferne Gewässerstruktur schlecht und durch weitere Maßnahmen verbesserungsfähig.